# Heinz Lindner (Fußballspieler)
Heinz Lindner (* 17. Juli 1990 in Linz) ist ein österreichischer Fußballtorwart, der beim BSC Young Boys unter Vertrag steht und für die österreichische Nationalmannschaft spielt.

## Karriere

### Verein
Der Tormann begann seine Karriere 1996 in der Jugend des LASK und wechselte 2004 in die Akademie der Wiener Austria.
In der Saison 2007/08 wurde Heinz Lindner bei der Austria erstmals in den Kader der zweiten Mannschaft aufgenommen, wo er am letzten Spieltag gegen den SC Schwanenstadt sein Debüt in der Ersten Liga gab. In der Vorbereitung zum Frühjahrsdurchgang in der Meisterschaft absolvierte er einige Testspiele für die Kampfmannschaft des FK Austria Wien. Sein Debüt in der Bundesliga gab der junge Torhüter am 13. Februar 2010 gegen den Kapfenberger SV, als er in der 27. Minute für den verletzten Stammtorhüter der Austria Szabolcs Sáfár eingewechselt wurde.
Ab der Bundesligasaison 2010/11 war Heinz Lindner der erste Tormann der Wiener Austria. Wegen eines Muskelfaserrisses wurde er kurzzeitig von seinen Ersatztorhütern Robert Almer und Szabolcs Sáfár ersetzt. Er gab sein Comeback, nachdem er in der 6. Runde das letzte Mal eingesetzt wurde, bereits am 16. Spieltag gegen Wacker Innsbruck. In dieser Saison gab er auch sein Debüt im Europacup. Am 15. Juli 2010 spielte er im Heimspiel zur zweiten Runde der Europa-League-Qualifikation gegen den Vertreter aus Bosnien und Herzegowina NK Široki Brijeg durch. Die Austria schied im Playoff zur Europa League aus. Zur Saison 2011/12 wurde er wieder zum Ersatztorwart, weil der neu verpflichtete Pascal Grünwald den Vorzug bekam. Mit Beginn der Saison 2012/13 avancierte er jedoch wieder zum Stammtorhüter, spielte in allen 36 Spielen der österreichischen Bundesliga durch, und wurde am Ende der Saison mit der Austria österreichischer Meister. Vom Präsidenten der Bundesliga wurde er mit dem Pokal für den „Torhüter der Saison 2012/13“ geehrt.
Lindner qualifizierte sich mit der Wiener Austria für die UEFA Champions League 2013/14; die Austria schied allerdings bereits in der Gruppenphase aus. Am 16. April 2015 gab Austria Wien bekannt, dass Lindner seinen bis Saisonende laufenden Vertrag nicht verlängern werde. Lindner begründete seine Entscheidung damit, eine neue Herausforderung zu suchen.
Zur Saison 2015/16 wechselte Heinz Lindner zum deutschen Bundesligisten Eintracht Frankfurt, wo er einen Vertrag bis 30. Juni 2017 unterzeichnete. Sein Pflichtspieldebüt gab er am 8. August 2015 beim 3:0-Sieg in der ersten Runde des DFB-Pokals gegen den Bremer SV. Seinen ersten Einsatz in der Bundesliga hatte er am 21. Jänner 2017 im Auswärtsspiel gegen RB Leipzig, als er in der sechsten Minute für Branimir Hrgota eingewechselt wurde, nachdem Stammtorhüter Lukáš Hrádecký vom Platz gestellt worden war.
Nach nur einem weiteren Einsatz unterschrieb er im Juni 2017 einen Vertrag beim Grasshopper Club Zürich. Mit GCZ stieg er 2019 in die Challenge League ab. Daraufhin verließ er die Zürcher nach der Saison 2018/19.
Nach über drei Monaten ohne Verein kehrte Lindner im Oktober 2019 nach Deutschland zurück, wo er beim Zweitligaaufsteiger SV Wehen Wiesbaden einen bis Juni 2020 laufenden Vertrag erhielt. Er löste ab seinem ersten Einsatz am neunten Spieltag Lukas Watkowiak als Stammtorhüter ab und kam für Wiesbaden zu 23 Einsätzen. Er verließ nach dem direkten Wiederabstieg mit seinem Vertragsende im Sommer 2020 den Verein.
Daraufhin wechselte er zur Saison 2020/21 ein zweites Mal in die Schweiz, diesmal zum FC Basel, bei dem er einen bis Juni 2023 laufenden Vertrag erhielt. In Basel setzte er sich schnell gegen Đorđe Nikolić durch und kam in der Saison 2020/21 zu 31 Einsätzen in der Super League. In der Saison 2021/22 verpasste er keine einzige Spielminute in der Liga. Nachdem zur Saison 2022/23 mit Marwin Hitz ein neuer Einsergoalie verpflichtet worden war, wechselte Lindner innerhalb der Liga zum FC Sion.
Im Mai 2023 gab Lindner bekannt, an Hodenkrebs erkrankt zu sein und sich bereits einer Operation unterzogen zu haben. Nach seiner Genesung spielte er in Sion, das in seiner Abwesenheit aus dem Oberhaus abgestiegen war, aber keine Rolle mehr und kam nur noch für die Reserve zum Zug. Im Jänner 2024 wurde er daraufhin für den Rest der Saison nach Belgien an den Erstligisten Royale Union Saint-Gilloise verliehen. Lindner bestritt lediglich eins von 20 möglichen Ligaspielen und zwei Spiele in der Conference League für RUSG. 
Zur Saison 2024/25 kehrte er nach Sion zurück, das in seiner Abwesenheit in die Super League aufgestiegen war. In Folge kam er aber nur noch zweimal im Schweizer Oberhaus zum Zug. Zur Saison 2025/26 wechselte Lindner zum Ligakonkurrenten BSC Young Boys.

### Nationalmannschaft

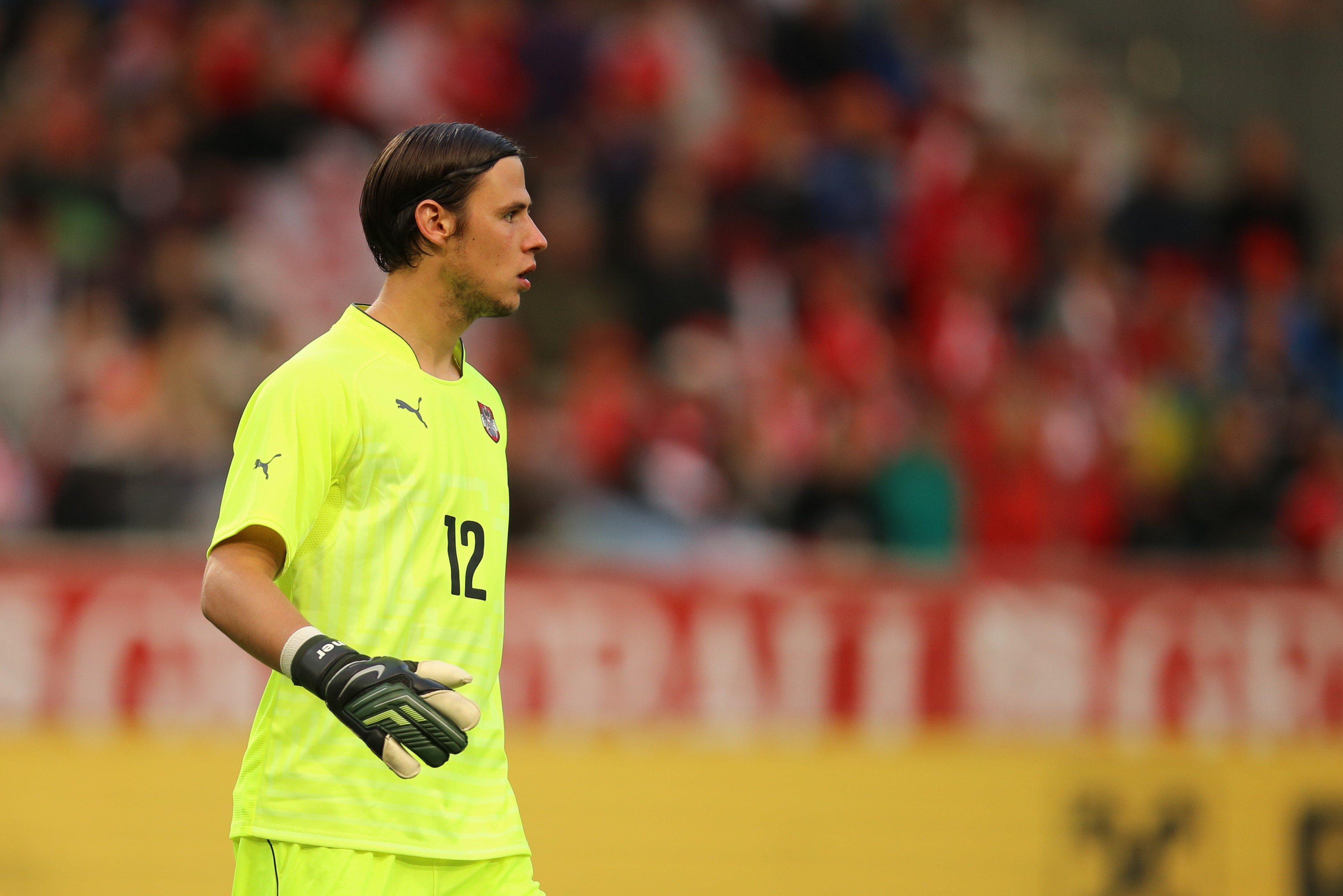
Lindner im Trikot der Nationalmannschaft (2014)

Lindner spielte mehrere Spiele für diverse Jugendnationalmannschaften des Österreichischen Fußball-Bundes. Am 1. Juni 2012 debütierte er bei einem 3:2-Heimsieg über die Ukraine für die A-Auswahl.
Bei der Fußball-Europameisterschaft 2016 in Frankreich wurde er als Ersatztorwart in das Aufgebot Österreichs aufgenommen, kam aber nicht zum Einsatz. Im Mai 2021 wurde er in den vorläufigen Kader Österreichs für die EM 2021 berufen. In den endgültigen Kader schaffte er es 2021 allerdings nicht. Im Mai 2024 wurde er in den vorläufigen Kader Österreichs für die EM 2024 berufen und schaffte es schlussendlich auch in den endgültigen Kader.

## Auszeichnungen
- VdF-Aufsteiger des Jahres: 2010
- Bester Torhüter der österreichischen Bundesliga: 2013
- Vom Online-Medium www.sportalhd.ch wurde er als bester Torhüter der Schweizer RSL ins Team der Saison 2017/2018 gewählt.
- Von der SFL (Swiss Football League) wurde er als bester Torhüter in das „CSSL Best Team 2021/22“ gewählt.
- Von der Schweizer Spielervereinigung SAFP wurden er als bester Torhüter in die „Golden -11“ des Jahres 2021 gewählt.
- Vom Online-Medium www.sportalhd.ch wurde er als bester Torhüter der Schweizer CSSL ins Team der Saison 2021/22 gewählt.
- 2024: 28. Bruno-Gala: Auszeichnung in der Kategorie #Comebackstronger[15]

## Erfolge
- Österreichischer Meister: 2013
- Teilnahme an der Champions League: 2013 (ins CL-Team der 5. Runde gewählt)
- Schweizer Vize-Meister 2021/22 mit dem FC-Basel